# WHOLE Festival
Le WHOLE Festival, ou dans sa version longue WHOLE - United Queer Festival est un des plus grands festivals queer de musique électronique d'Europe. Organisé depuis 2017 par un groupe de collectifs underground berlinois, il a depuis lieu tous les ans dans l'ancien site industriel de Ferropolis, à Gräfenhainichen en Saxe-Anhalt.

## Histoire

### Première édition au Bergheider See
L'idée d'un festival queer à la campagne nait dans l'esprit des artistes Chris Phillips et Raquel Fedato, également tous deux fondateurs du projet Pornceptual. Il et elle cherchent à créer un espace protégé pour les personnes queer, ce que, de leur point de vue, les autres festivals de musique électronique en Europe n'offrent pas.
Le festival a eu lieu pour la première fois du 25 au 27 août 2017 au Bergheider See, dans le sud du Brandebourg. Il se présente « comme utopique et sexe-positif » et limite le nombre de participants à 1 000 personnes « ouvertes d’esprit ». Le programme s'organise en conséquence : les collectifs queer berlinois Members, Pornceptual, TrashEra, G day, female:pressure, Riot et Liber Null se réunissent pour organiser l'évènement. Le line-up des DJs se compose entre autres de Boris, Discodromo, Oliver Deutschmann et Aérea Negrot.
Le site, composé d'un grand lac et de dunes offre une immense zone de plage dédiée à la danse, à la détente et à la baignade, le tout agrémenté d'une scénographie post-apocalyptique.

### Éditions suivantes à Ferropolis
Depuis la deuxième édition en 2018, c'est le site de Ferropolis, ancienne zone industrielle aux bords du Gremminer See, en Saxe-Anhalt, qui accueille le festival.
En 2019, le WHOLE rassemble 28 équipes organisatrices, originaires de plusieurs continents, dont des collectifs de New York (Unter), Lisbonne (mina), Mexico (Traición) ou Londres (Horse Meat Disco). Les ambitions du festival se sont également élargies : un programme croissant d'ateliers, d'installations et de tables rondes accompagne les soirées électroniques. C'est cette même année que le WHOLE est classé comme l'un des dix meilleurs festivals du monde par le webzine spécialisé en musique électronique Resident Advisor.
Les éditions 2020 et 2021 sont quant à elles annulées à la suite de la pandémie de Covid-19.
Au fil des années, le festival propose différentes performances, des ateliers et des installations. Les musiciens et autres artistes qui se produisent au festival sont généralement eux-mêmes queer. L'accent est mis sur les DJ et performeuses féminines, trans et non-binaires, qui doivent représenter au moins la moitié de tous les artistes qui se produisent, dans une logique de parité. À partir de 2022, des espaces et ateliers FLINTA (femmes, lesbiennes, intersexes, trans et agenres) commencent à être mis en place, pour contrebalancer les dynamiques de surinvestissement de l'espace par les hommes cis-gay. 
Différentes « Play Areas » invitent à la sexualité – un standard dans de nombreux clubs gays berlinois, une exception absolue dans les festivals – et sont animées au cours de nombreux ateliers (« Radical Healing », « Gay Ass Yoga », « Touching Tenderness »). Des installations artistiques, des performances, des acrobaties et du théâtre font également partie du programme.

## Editions

### Bergheider See
- WHOLE n°1 - du 25 au 27 août 2017

### Ferropolis
- WHOLE n°2 - du 24 au 27 août 2018
- WHOLE n°3 - du 14 au 16 juin 2019
- WHOLE n°4 - du 27 au 30 août 2022
- WHOLE n°5 - du 28 au 31 juillet 2023
- WHOLE n°6 - du 2 au 5 août 2024
- WHOLE n°7 - du 18 au 21 juillet 2025